# 2024年國家聯盟分區賽
2024年國家聯盟分區賽是國家聯盟季後賽第二輪比賽，4隊將採用5戰3勝制，勝出的2支球隊將會得到國聯冠軍賽的資格。目前2分區冠軍和2外卡資格球隊獲勝的球隊將參與此次賽事。本賽事在2024年10月5日至10月11日舉行，參賽的4支球隊是：
- 洛杉磯道奇（國聯西區冠軍，98勝64敗）對上 聖地牙哥教士（外卡勝隊，93勝69敗）
- 費城費城人（國聯東區冠軍，95勝67敗）對上 紐約大都會（外卡勝隊，89勝73敗）

最終道奇3勝2敗淘汰教士，大都會3勝1敗淘汰費城人，道奇和大都會晉級國聯冠軍戰。

## 洛杉磯道奇 對 聖地牙哥教士
| 場次 | 客隊 | 比分  | 主隊 | 日期     | 場地       | 觀眾人數 |
| ---- | ---- | ----- | ---- | -------- | ---------- | -------- |
| 1    | 教士 | 5：7  | 道奇 | 10月5日  | 道奇體育場 | 53,028   |
| 2    | 教士 | 10：2 | 道奇 | 10月6日  | 道奇體育場 | 54,119   |
| 3    | 道奇 | 5：6  | 教士 | 10月8日  | 沛可球場   | 47,744   |
| 4    | 道奇 | 8：0  | 教士 | 10月9日  | 沛可球場   | 47,773   |
| 5    | 教士 | 0：2  | 道奇 | 10月11日 | 道奇體育場 | 53,183   |

### 10月5日 第一場
| 聖地牙哥教士 | 3 | 0 | 2 | 0 | 0 | 0 | 0 | 0 | 0 | 5 | 7  | 1 |
| 洛杉磯道奇 | 0 | 3 | 0 | 3 | 1 | 0 | 0 | 0 | X | 7 | 10 | 0 |
| 勝投： 萊恩·布拉西爾（1－0） 敗投： Adrián Morejón（0－1） 救援成功： 布萊克·崔南（1） 全壘打： 教士：曼尼·馬查多（1上，2分） 道奇：大谷翔平（2下，3分） |   |   |   |   |   |   |   |   |   |   |    |   |

山本由伸在首局就遭遇亂流，包含曼尼·馬查多的2分砲在內，教士首局就攻下3分，不過大谷翔平在2局下敲出3分砲，直接扳平比數。
3局上，贊德爾·柏加茲的二壘安打直接將山本打退場，但是道奇的反攻也來得很快。他們先靠著暴投追回一分，泰奧斯卡·赫南德茲的二壘安打更是直接將比數逆轉。
5局下，道奇再追加一分，兩隊此後再無攻勢。即便教士在9局上一度攻佔一二壘，不過道奇仍以7比5驚險拿下勝利。

### 10月6日 第二場
| 聖地牙哥教士 | 1 | 2 | 0 | 0 | 0 | 1 | 0 | 3 | 3 | 10 | 13 | 0 |
| 洛杉磯道奇 | 0 | 1 | 0 | 0 | 0 | 0 | 0 | 0 | 1 | 2  | 5  | 0 |
| 勝投： 達比修有（1－0） 敗投： 傑克·弗萊赫提（0－1） 全壘打： 教士：小費南多·塔提斯（1上，1分、9局上，2分）、大衛·培洛塔（2上，2分）、傑克森·梅瑞爾（8上，2分）、贊德爾·柏加茲（8上，1分）、東岡凱爾（9上，1分） 道奇：麥克斯·蒙西（9下，1分） |   |   |   |   |   |   |   |   |   |    |    |   |

教士在前兩局就靠著小費南多·塔提斯的陽春砲和大衛·培洛塔的2分砲迅速取得領先。朱利克森·普羅法在首局下的沒收全壘打美技也澆熄了道奇的進攻士氣。2局下，道奇在無人出局滿壘僅靠著Gavin Lux的高飛犧牲打拿下1分。
傑克森·梅瑞爾在6局上敲出帶有打點的安打，並在8局上敲出2分砲，下一棒的贊德爾·柏加茲也跟著背靠背開轟，教士單局灌進3分不斷拉開分差。
9局上，教士持續放送煙火秀，靠著東岡凱爾的陽春彈以及小費南多·塔提斯的2分砲添加保險分。道奇僅在9局下藉由麥克斯·蒙西的陽春砲拿下第二分，最終教士10比2大勝道奇，成功扳平系列賽。
教士全隊在這場比賽敲出6支全壘打，追平大聯盟單場季後賽單一球隊團隊開轟紀錄。

### 10月8日 第三場
| 洛杉磯道奇 | 1 | 0 | 4 | 0 | 0 | 0 | 0 | 0 | 0 | 5 | 6 | 1 |
| 聖地牙哥教士 | 0 | 6 | 0 | 0 | 0 | 0 | 0 | 0 | X | 6 | 7 | 0 |
| 勝投： 麥可·金恩（2－0） 敗投： 沃克·布勒（0－1） 救援成功： 羅伯特·蘇亞瑞茲（2） 全壘打： 道奇：穆奇·貝茲（1上，1分）、泰奧斯卡·赫南德茲（3上，4分） 教士：小費南多·塔提斯（2下，2分） |   |   |   |   |   |   |   |   |   |   |   |   |

穆奇·貝茲在首局就敲出左外野陽春全壘打，幫助道奇先馳得點。
2局下，教士發動猛攻，曼尼·馬查多率先安打上壘，傑克森·梅瑞爾擊出一壘滾地球，道奇隊一壘手弗萊迪·弗里曼傳二壘時打中馬查多發生失誤，形成一、三壘有人。這一次失誤引發一連串效應，贊德爾·柏加茲擊出游擊滾地球，但道奇游擊手米格爾·羅哈斯接球後選擇自己先踩二壘壘包，卻比梅瑞爾慢一步，不僅比賽平手，一個出局數也都沒抓到。接著教士靠著大衛·培洛塔的二壘安打與東岡凱爾的高飛犧牲打取得4比1領先，小費南多·塔提斯更是轟出2分砲，將比分擴大到6比1。
道奇隊沒有放棄，3局上泰奧斯卡·赫南德茲敲出中外野方向的滿貫全壘打，比賽回到1分差。
隨後兩隊在被對方牛棚強力壓制的情況下都沒有得分，最終教士6比5贏球，取得聽牌優勢。

### 10月9日 第四場
| 洛杉磯道奇 | 1 | 2 | 2 | 0 | 0 | 0 | 3 | 0 | 0 | 8 | 12 | 0 |
| 聖地牙哥教士 | 0 | 0 | 0 | 0 | 0 | 0 | 0 | 0 | 0 | 0 | 7  | 1 |
| 勝投： Evan Phillips（1－0） 敗投： 迪蘭·希斯（0－1） 全壘打： 道奇：穆奇·貝茲（1上，1分）、威爾·史密斯（3上，2分）、Gavin Lux（7上，2分） 教士：無 |   |   |   |   |   |   |   |   |   |   |    |   |

穆奇·貝茲再度於首局敲出中外野陽春砲，幫助球隊先馳得點。他們又在第2局拉開分差。
3局上，威爾·史密斯敲出2分砲。7局上又靠著湯米·艾德曼的短棒偷點和Gavin Lux的2分彈攻下3分，加上牛棚車輪戰穩定封鎖教士隊。最終道奇以8比0拿下勝利，成功延長戰線。

### 10月11日 第五場
| 聖地牙哥教士 | 0 | 0 | 0 | 0 | 0 | 0 | 0 | 0 | 0 | 0 | 2 | 0 |
| 洛杉磯道奇 | 0 | 1 | 0 | 0 | 0 | 0 | 1 | 0 | X | 2 | 4 | 0 |
| 勝投： 山本由伸（1－0） 敗投： 達比修有（1－1） 救援成功： 布萊克·崔南（2） 全壘打： 教士：無 道奇：安立奎·赫南德茲（2下，1分）、泰奧斯卡·赫南德茲（7下，1分） |   |   |   |   |   |   |   |   |   |   |   |   |

道奇和教士分別派出山本由伸和達比修有先發，這是大聯盟季後賽史上首次出現日本投手先發對決。
達比修有先發7局，被敲出2轟失2分表現不錯。不過山本由伸5局無失分，加上後援投手聯合封鎖教士打線，終場2比0完封並淘汰教士，收下國聯冠軍賽門票。
教士連續24局未得分，寫下季後賽紀錄。

## 費城費城人 對 紐約大都會
| 場次 | 客隊   | 比分 | 主隊   | 日期    | 場地         | 觀眾人數 |
| ---- | ------ | ---- | ------ | ------- | ------------ | -------- |
| 1    | 大都會 | 6：2 | 費城人 | 10月5日 | 市民銀行球場 | 45,751   |
| 2    | 大都會 | 6：7 | 費城人 | 10月6日 | 市民銀行球場 | 45,679   |
| 3    | 費城人 | 2：7 | 大都會 | 10月8日 | 花旗球場     | 44,093   |
| 4    | 費城人 | 1：4 | 大都會 | 10月9日 | 花旗球場     | 44,103   |

### 10月5日 第一場
| 紐約大都會                                                                                                | 0 | 0 | 0 | 0 | 0 | 0 | 0 | 5 | 1 | 6 | 8 | 0 |
| 費城費城人                                                                                                | 1 | 0 | 0 | 0 | 0 | 0 | 0 | 0 | 1 | 2 | 5 | 0 |
| 勝投： 里德·嘉瑞特（1－0） 敗投： 傑夫·霍夫曼（0－1） 全壘打： 大都會：無 費城人：凱爾·舒瓦伯（1上，1分） |   |   |   |   |   |   |   |   |   |   |   |   |

薩克·惠勒主投7局僅被敲出1支安打，送出9次三振無失分，展現王牌風範。加上凱爾·舒瓦伯敲出首打席陽春砲，讓費城人在7局打完維持1比0領先。
然而到了8局上，接替投球的傑夫·霍夫曼一個出局數都沒抓到，就挨了兩安和一次保送讓比賽平手。即便費城人緊急換投，依舊擋不住大都會持續猛攻，讓大都會單局進帳5分。
9局上，大都會再追加一分。雖然費城人在9局下追回一分，但為時已晚，最終大都會6比2逆轉拿下首勝。

### 10月6日 第二場
| 紐約大都會 | 0 | 0 | 2 | 0 | 0 | 1 | 1 | 0 | 2 | 6 | 11 | 1 |
| 費城費城人 | 0 | 0 | 0 | 0 | 0 | 3 | 0 | 3 | 1 | 7 | 10 | 1 |
| 勝投： 傑夫·霍夫曼（1－1） 敗投： Tylor Megill（0－1） 全壘打： 大都會：Mark Vientos 2（3上，2分、9上，2分）、彼特·阿隆索（6上，1分）、布蘭登·尼莫（7上，1分） 費城人：布萊斯·哈波（6下，2分）、尼克·卡斯提亞諾斯（6下，1分） |   |   |   |   |   |   |   |   |   |   |    |   |

Mark Vientos在3局上敲出2分砲，幫助大都會率先開張。彼特·阿隆索也愛6局上開轟，讓大都會擴大比分來到3比0。
前5局力保不失的路易斯·賽維里諾在6局下被布萊斯·哈波和尼克·卡斯提亞諾斯連續兩棒開轟扳平比數，不過布蘭登·尼莫馬上在7局上回應了一支陽春砲。
8局下，大都會提前派出終結者艾德溫·迪亞茲上場，不過他在一出局後被連續敲安，加上隊友失誤一共掉了3分。
9局上，Mark Vientos敲出雙響砲拯救球隊，但這次費城人沒有打算讓大都會喘息，尼克·卡斯提亞諾斯敲出再見安打，幫助費城人將戰局扳成1比1。

### 10月8日 第三場
| 費城費城人 | 0 | 0 | 0 | 0 | 0 | 0 | 0 | 2 | 0 | 2 | 5 | 1 |
| 紐約大都會 | 0 | 1 | 0 | 1 | 0 | 2 | 2 | 1 | X | 7 | 9 | 0 |
| 勝投： 尚恩·馬奈亞（1－0） 敗投： 亞倫·諾拉（0－1） 全壘打： 費城人：無 大都會：彼特·阿隆索（2下，1分）、傑西·溫克爾（4下，1分） |   |   |   |   |   |   |   |   |   |   |   |   |

大都會第2局，面對費城人隊強投亞倫·諾拉，彼特·阿隆索掃出右外野陽春砲，第4局傑西·溫克爾補上一發右外野陽春全壘打，前5局幫助大都會隊2分領先。
第6局，史達林·馬提在滿壘狀況下敲出2分打點的安打，第7局荷西·伊格萊西亞斯在滿壘時敲安，一棒送回2分，大都會隊6比0領先。
費城人在第8局雖然追回2分，但大都會第8局法蘭西斯科·林多爾把握得點圈機會敲安，讓費城人隊無力再反攻，大都會也順利取得2比1聽牌。

### 10月9日 第四場
| 費城費城人 | 0 | 0 | 0 | 1 | 0 | 0 | 0 | 0 | 0 | 1 | 4 | 0 |
| 紐約大都會 | 0 | 0 | 0 | 0 | 0 | 4 | 0 | 0 | X | 4 | 8 | 1 |
| 勝投： David Peterson（1－0） 敗投： 傑夫·霍夫曼（1－2） 救援成功： 艾德溫·迪亞茲（1） 全壘打： 費城人：無 大都會：法蘭西斯科·林多爾（6下，4分） |   |   |   |   |   |   |   |   |   |   |   |   |

雙方在前3局都沒有攻勢，4局上靠著尼克·卡斯提亞諾斯的二壘安打和大都會守備失誤，費城人取得1比0領先。
6局下，法蘭西斯科·林多爾掃出中外野滿貫砲，一棒逆轉戰局。這轟擊球初速109.5英哩、飛行距離398英呎。
9局上，大都會守護神艾德溫·迪亞茲雖然一度連續投出2次保送，但隨後回穩化解危機，成為第一支晉級國聯冠軍賽的球隊。這也是大都會繼2015年後首度進軍國聯冠軍賽。